# Hünenstein (Sandhausen)
Der Hünenstein (auch Hinkelesstein genannt) ist ein möglicher vorgeschichtlicher Menhir bei Sandhausen im Rhein-Neckar-Kreis in Baden-Württemberg.

## Lage und Fundgeschichte
Der Stein befindet sich westlich von Sandhausen auf einer Lichtung in einem Waldstück. Er ist über einen Wanderweg erreichbar.

## Beschreibung

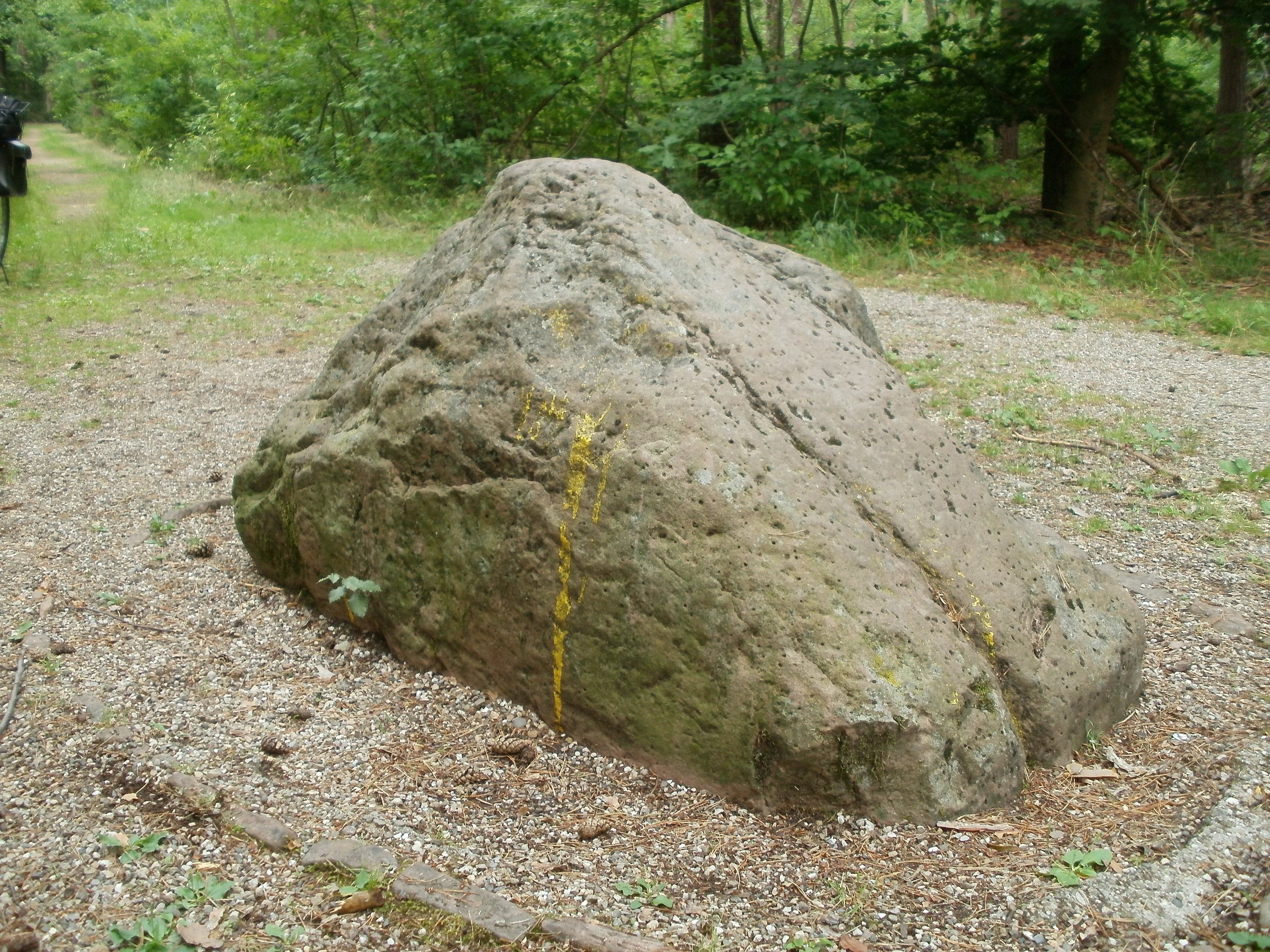
Eine Seite des Steins weist eine auffällige Rinne auf

Der Hünenstein besteht aus Buntsandstein. Sollte es sich um einen Menhir handeln, so ist er umgestürzt. Sein oberirdisch sichtbarer Teil hat eine annähernd dreieckige Form, insgesamt könnte der Stein eher würfelförmig sein. Eindeutige Bearbeitungsspuren sind nicht erkennbar, allerdings befindet sich an einer Schmalseite eine auffällige Rinne. Der Stein hat oberirdisch eine Höhe von 80 cm, eine Breite von 150 cm und eine Dicke von 90 cm; er soll etwa 100 cm tief im Boden stecken.

## Der Menhir in regionalen Sagen
Laut einer Sage soll jemand, der am Morgen des Ostersonntags mit einem Ei in der Hand an den Stein tritt, sein Ohr daran legt und Hühnchen piepsen hört, das ganze Jahr lang den Segen des Himmels haben.